# Tardía de Octubre
Tardía de Octubre es el nombre de una variedad cultivar de manzano (Malus domestica). Esta manzana es originaria de Galicia, está cultivada en la colección de árboles frutales y banco de germoplasma de Mabegondo con el N.º 202; ejemplares procedentes de esquejes localizados en San Xoán de Saídres, parroquia del municipio de Silleda (Pontevedra).

## Sinónimos
- "Manzana Tardía de Octubre",[4][5]
- "Maceira Tardía de Octubre".

## Características
El manzano de la variedad 'Tardía de Octubre' tiene un vigor vigoroso. Tamaño grande y porte erguido.
Época de inicio de brotación a partir del 6 de mayo y de floración a partir del 28 de mayo.
Las hojas tienen una longitud del limbo de tamaño corto, con la máxima anchura del limbo es estrecha. Longitud de las estípulas es corta y la máxima anchura de las estípulas es media. Denticulación del borde del limbo es serrado, con la forma del ápice del limbo acuminado y la forma de la base del limbo es obtuso. Con subestípulas presentes.
Sus flores tienen una longitud de los pétalos corto, con una anchura de los pétalos estrecho, disposición de los pétalos en contacto entre sí, con una longitud del pedúnculo corto.
La variedad de manzana 'Tardía de Octubre' tiene un fruto de tamaño pequeño, de forma plana-globosa, de color bicolor, con chapa a rayas, e intensidad fuerte. Epidermis de textura suave, con pruina en su superficie y con presencia de cera débil. Sensibilidad al "russeting" (pardeamiento áspero superficial que presentan algunas variedades) muy poco sensible. Con lenticelas de tamaño mediano.
Los sépalos están dispuestos de forma parcialmente replegados, y libres en su base; su fosa calicina es profunda y de una anchura ancha. Pedúnculo de grosor medio y de longitud medio, siendo la cavidad peduncular de una profundidad profunda y de anchura ancha. Con pulpa de color blanca, cuya firmeza es intermedia y su textura es intermedia; su jugosidad es jugosa, con sabor de acidez media, y poco aromática.
Época de maduración y recolección desde el 15 de octubre. 'Tardía de Octubre' es una manzana que su destino es la conservación de esta variedad en el banco de germoplasma de Mabegondo como reserva genética.

## Susceptibilidades
- Oidio: no presenta
- Moteado: no presenta
- Raíces aéreas: ataque medio
- Momificado: no presenta
- Pulgón lanígero: ataque débil
- Pulgón verde: ataque medio
- Araña roja: no presenta
- Chancro del manzano: no presenta.[3]